# Micropeza annuliventris
Micropeza annuliventris är en tvåvingeart som först beskrevs av Friedrich Georg Hendel 1931.  Micropeza annuliventris ingår i släktet Micropeza och familjen skridflugor.
Artens utbredningsområde är Egypten. Inga underarter finns listade i Catalogue of Life.